# Bastiaan Ort
Bastiaan Ort (Gorinchem, 6 januari 1854 – 's-Gravenhage, 4 november 1927) was een Nederlands advocaat en politicus.

## Leven en werk
Ort werd in 1854 geboren als zoon van de geneesheer Johannes Arnoldus Ort en Ricarda van Eeten. Hij was advocaat-generaal bij de Hoge Raad, die tijdens de Eerste Wereldoorlog in het kabinet-Cort van der Linden bekwaam het ministerie van Justitie leidde. Hij had als voorzitter van een staatscommissie een belangrijk aandeel bij de voorbereiding van een nieuw Wetboek van Strafvordering, maar kon dit Wetboek niet tijdens zijn ministerschap tot stand brengen. Na zijn aftreden werd hij raadsheer in de Hoge Raad.
Ort trouwde te Leiden op 27 september 1877 met Hermana Johanna Alida Antonia Hartevelt. Uit dit huwelijk werden drie kinderen geboren. Hij overleed in 1927 in 's-Gravenhage.